# Fridley
Fridley ist eine Stadt im US-Bundesstaat Minnesota. Sie liegt im Anoka County in der Metropolregion Minneapolis-Saint Paul. Das U.S. Census Bureau hat bei der Volkszählung 2020 eine Einwohnerzahl von 29.590 ermittelt.

## Geografie

### Geografische Lage
Fridley liegt rund zwölf Kilometer nördlich des Stadtzentrums von Minneapolis und 20 Kilometer nordwestlich von Saint Paul im Mittleren Westen der Vereinigten Staaten. Der Mississippi River im Westen der Stadt dient über weite Strecken als Stadtgrenze und ist Mündungsfluss des durch Fridley fließenden Rice Creek. Nach Angaben des United States Census Bureau beträgt die Fläche der Stadt 28,2 Quadratkilometer, davon sind 1,9 Quadratkilometer Wasserflächen.

### Klima
In Fridley herrscht das für Minnesota typische Kontinentalklima. So sind die Sommer heiß und feucht, die Winter dagegen kalt mit wenig Niederschlag. Die Jahresdurchschnittstemperatur beträgt rund sieben Grad Celsius. Fridley selbst verfügt über keine Wetterstation des NCDC.
Obwohl Fridley nicht zur Tornado Alley gehört, wurde die Stadt in der Vergangenheit mehrfach von Tornados heimgesucht. Am 6. Mai 1965 wurde die Stadt von zwei F4-Tornados getroffen. Drei Menschen wurden getötet, 175 verletzt. 1983 wurden bei einem F4-Tornado vier Personen verletzt. Im September 2005 zog ein schwerer Gewittersturm mit mehreren Tornados und Downbursts über die nördliche Metropolregion und richtete vor allem in Fridley großen Schaden an. Viele Bäume wurden umgeknickt und zahlreiche Häuser beschädigt.

## Geschichte
In den 1840er Jahren erreichten die ersten europäischstämmigen Siedler die Gegend um die heutige Stadt Fridley und bauten am nahen Rice Creek einen Handelsposten. Der 1847 sich dort niedergelassene John Banfill nannte in die Gegend Manomin. 1855 wurde Abram McCormick Fridley zum ersten Bürgervertreter Manomins ernannt. Das zunächst dem Ramsey County zugehörige Dorf wurde am 23. Mai 1857 ein eigenständiges County. Mit 18 Sections war es das kleinste County in den Vereinigten Staaten. Knapp dreizehn Jahre später im Jahr 1870 wurde Manomin als Township in das Anoka County eingegliedert. 1879 wurde der Name in Fridley geändert.
Am 18. Juni 1949 wurde Fridley als Village organisiert und erhielt 1957 die Stadtrechte. Wie viele Vororte der Twin Cities erlebte Fridley nach dem Zweiten Weltkrieg ein rasches Bevölkerungswachstum, welches sich erst in den 1960er Jahren wieder abschwächte. Seitdem werden vorrangig Projekte zur Stadtentwicklung und Verbesserung der Lebensqualität durchgeführt. 1970 wurde mit der Einrichtung eines Springbrook Nature Center begonnen. Dieser umfasst einen 51 Hektar großen Naturpark und wurde nach einer Bürgerabstimmung 1974 eröffnet. 1986 wurden Teile des Parks durch einen Tornado zerstört.

### Bevölkerungsentwicklung
| Jahr      | 1950  | 1960   | 1970   | 1980   | 1990   | 2000   | 2010   | 2020   |
| Einwohner | 3.798 | 15.182 | 29.233 | 30.228 | 28.335 | 27.449 | 27.208 | 29.590 |

## Demografische Daten
Nach den Angaben der Volkszählung 2000 leben in Fridley 27.449 Menschen in 11.328 Haushalten und 7.317 Familien. Ethnisch betrachtet setzt sich die Bevölkerung aus 88,7 Prozent weißer Bevölkerung, 3,4 Prozent Afroamerikanern, 2,9 Prozent asiatischen Amerikanern sowie anderen kleineren oder mehreren Gruppen zusammen. 2,6 Prozent der Einwohner zählen sich zu den Hispanics.
In 28,2 % der 11.328 Haushalte leben Kinder unter 18 Jahren, in 48,6 % leben verheiratete Ehepaare, in 11,6 % leben weibliche Singles und 35,4 % sind keine familiären Haushalte. 26,8 % aller Haushalte bestehen ausschließlich aus einer einzelnen Person und in 6,3 % leben Alleinstehende über 65 Jahre. Die durchschnittliche Haushaltsgröße liegt bei 2,40 Personen, die von Familien bei 2,91.
Auf die gesamte Stadt bezogen setzt sich die Bevölkerung zusammen aus 22,5 % Einwohnern unter 18 Jahren, 10,2 % zwischen 18 und 24 Jahren, 31,0 % zwischen 25 und 44 Jahren, 24,4 % zwischen 45 und 64 Jahren und 12,0 % über 65 Jahren. Der Median beträgt 36 Jahre. Etwa 50,6 % der Bevölkerung ist weiblich.
Der Median des Einkommens eines Haushaltes beträgt 48.372 USD, der einer Familie 55.381 USD. Das Pro-Kopf-Einkommen liegt bei 23.022 USD. Etwa 7,3 % der Bevölkerung und 5,3 % der Familien leben unterhalb der Armutsgrenze.

## Wirtschaft und Infrastruktur

### Verkehr
Der Interstate 694, Minnesota State Route 65 (Central Avenue) und 47 (University Avenue), sowie die East River Road (County Road 1) gehören zu den wichtigsten Routen des Straßenverkehrs.
1863 baute die St. Paul and Pacific Railroad parallel zum Mississippi eine Eisenbahnlinie. Diese wird heute von der BNSF Railway betrieben. Viele Industrie- und Gewerbebetriebe verfügen über einen Anschluss an die Eisenbahnlinie. Fridley besitzt eine Haltestelle an der Northstar Line, einer seit 2009 im Betrieb befindlichen Linie des Eisenbahn-Personennahverkehrs, die einige nördliche Vororte mit der Innenstadt Minneapolis’ verbindet. Die Fahrzeit bis nach Minneapolis beträgt rund 14 Minuten.
Bei Blaine befindet sich mit dem Anoka County-Blaine Airport in rund acht Kilometer Entfernung ein Regionalflugplatz, der nächstgelegene internationale Verkehrsflughafen ist der Minneapolis-Saint Paul International Airport.

### Wirtschaft

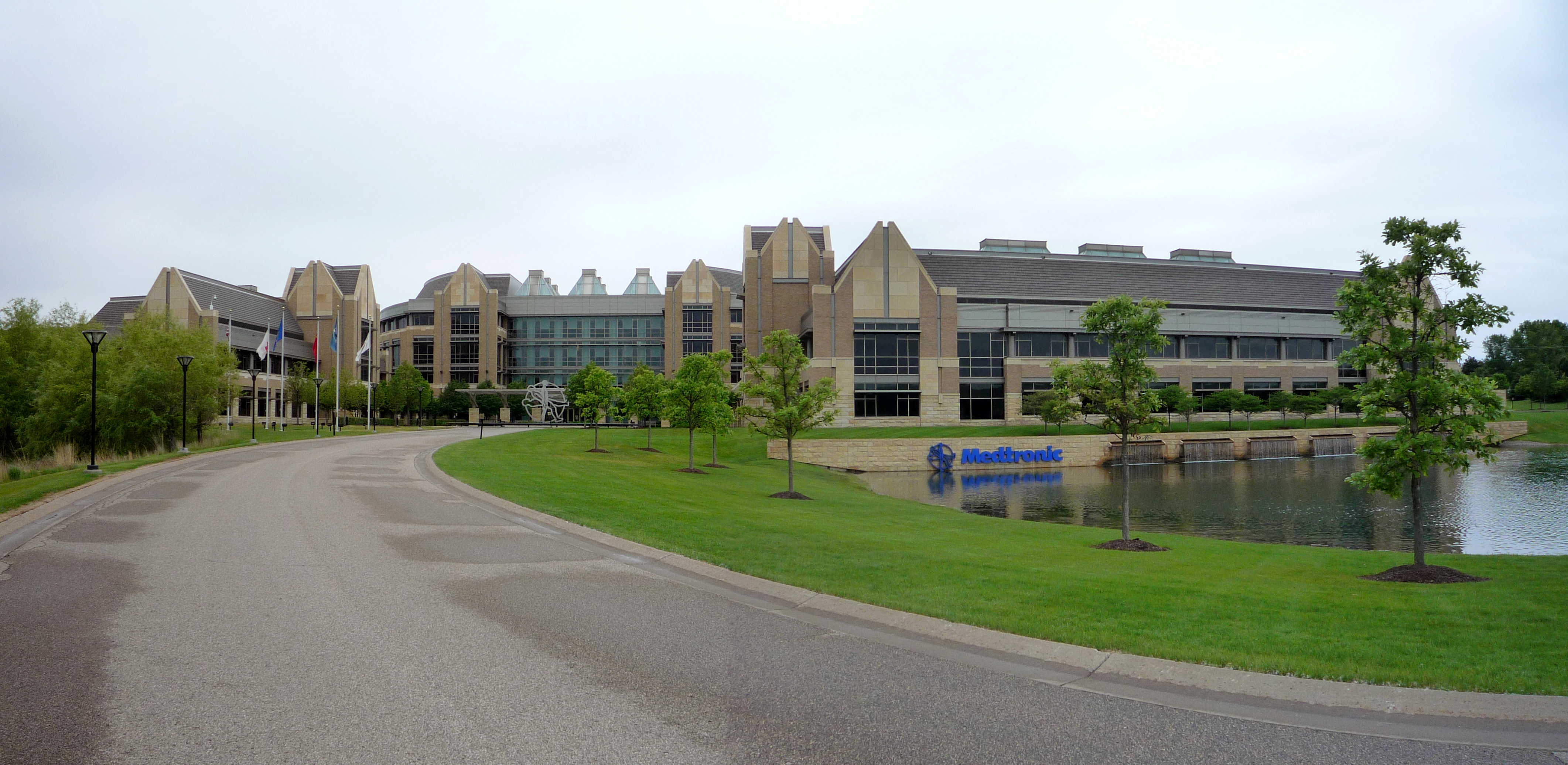
Medtronic

Für einen Vorort verfügt Fridley über eine große Anzahl an Industrie- und Dienstleistungsunternehmen. So hat der Medizintechnikhersteller Medtronic seinen Unternehmenssitz in Fridley. Weitere große Arbeitgeber sind United Defense, der Cummins-Engine-Konzern und das Unity Medical Center. Insgesamt sind rund 23.600 Menschen in Fridley beschäftigt (Metropolitan Council Estimates, 2006). Die Arbeitslosenquote liegt bei rund vier bis fünf Prozent (2007).

### Bildung
Fridley gehört zum größten Teil zum Fridley School District 14, in den Randgebieten allerdings auch zu weiteren Schulbezirken. Im regulären Schulangebot verfügt Fridley somit neben vier Elementary-Schools, über eine Middle- sowie eine Highschool. Darüber hinaus gibt es zwei Privatschulen. Die Schulen werden von insgesamt rund 5000 Schülern besucht.

## Söhne und Töchter der Stadt
- Chris Dahlquist (* 1962), Eishockeyspieler
- Melissa Hortman (1970–2025), Politikerin (DFL)
- Brooke Elliott (* 1974), Schauspielerin und Sängerin
- Josh Langfeld (* 1977), Eishockeyspieler
- Kristofer Helgen (* 1980), Zoologe